# Branko Mihaljević
Branko Mihaljević (Zagreb, 19. siječnja 1931. – Osijek, 19. rujna 2005.), hrvatski skladatelj, književnik, novinar i radijski urednik.

## Životopis
Radni je vijek proveo u Osijeku kao urednik (od 1952) glazbenog i glazbeno-dokumentarnog programa Radio-Osijeka.  Radio je i kao rukovodilac Centra za kulturu Sveučilišta za odrasle u Osijeku. Veliku popularnost stekao je kao autor pjesama za djecu, među kojima je i poznata pjesma "Zeko i potočić". Napisao je i skladbu "Moj Osijek", koja je proglašena himnom grada. Za osječko Dječje kazalište napisao je dvadesetak glazbeno-scenskih djela (dječjih opereta), najviše na libreto Ratka Zvrka. Autor je prvog slavonskog mjuzikla "Slavonska rapsodija", koji se temelji na autentičnom folkloru.
Kao novinar objavio je velik broj dokumentarnih reportaža o izvornoj narodnoj umjetnosti i običajima Slavonije i Baranje, za što mu je Hrvatsko društvo novinara 1981. dodijelilo nagradu Zlatno pero godine. Odlikovan je Redom Danice hrvatske s likom Marka Marulića, a dodijeljena mu je i nagrada Osječko-baranjske županije za životno djelo u području kulture. U dva je navrata dobio Nagradu grada Osijeka (1962., 1979.). Prema izboru slušalaca osječkog Gradskog radija, na kome je posljednjih godina života nedjeljom ujutro vodio emisiju "Branko i potočić", 2000. godine izabran je za Osječanina stoljeća. Bio je dugogodišnji član Hrvatskog društva skladatelja. Sahranjen je 21. rujna 2005. na osječkom groblju sv. Ane. Jedan od posljednjih njegovih radova bila je knjiga "Tragovima osječke glazbe", objavljenja 2002. godine, u kojoj na nostalgičan i topao način istražuje genezu osječke muzikalnosti.
Najviše će se pamtiti po pjesmi o zeki i smrznutom potočiću. Album istog naziva (Zeko i potočić) najprodavanije je dječje glazbeno izdanje svih vremena u Hrvatskoj, zbog čega mu je Croatia Records uručila platinasto priznanje. Ta pjesma nastala je 1954. godine sasvim slučajno jer je za jednu dječju priredbu u Osijeku nedostajalo dječjih pjesama. 
Pedesetih i šezdesetih godina 20. stoljeća bavio se i enigmatikom. Surađivao je u beogradskoj Enigmi, osječkim enigmatskim časopisima Zagonetki i Rebusu, beogradskom IKS-u i drugdje. Objavljivao je križaljke, ispunjaljke, opetovne likove i kriptograme. Bio je član Enigmatskog kluba Osijek, gdje je vršio dužnost tajnika Upravnog odbora.
I njegov sin Mario Mihaljević je skladatelj zabavne glazbe i tekstopisac, dok je unuk Branimir Mihaljević aranžer, producent, pjevač i također skladatelj.

## Djela

### Glavni mjuzikli
- "Zeko, Zriko i Janje", 1958. (jedan od najdugovječnijih kazališnih hitova bivše Jugoslavije svih vremena
- "Mišić Gricko", 1960.
- "Veliki šumski događaj", 1963.
- "Slavonska rapsodija", 1978.
- "Osječki karusel"

### Šlageri
- "Bijeli sombrero"
- "Davor i harmonika"
- "Dok si pored mene"
- "Golubovi"
- "Kada je maca sama"
- "Kauboj i Indijanci"
- "Moj Osijek"
- "Moj Zagreb"
- "Pjevat će Slavonija"
- "Ti si moj san"
- "Uspavanka Opatiji"
- "Zeko i potočić"

## Vanjske poveznice
- LZMK / Hrvatska enciklopedija: Mihaljević, Branko
- Leksikon Hrvatske radiotelevizije ⇒ M: Mihaljević, Branko
- Branko Mihaljević na Discogsu